# Ian O'Leary
Ian Joseph O'Leary, né le 20 octobre 1986 à Los Angeles, dans le quartier de Woodland Hills, en Californie, est un joueur américano-irlandais de basket-ball.